# Front Alemany del Treball

Bandera del DAF

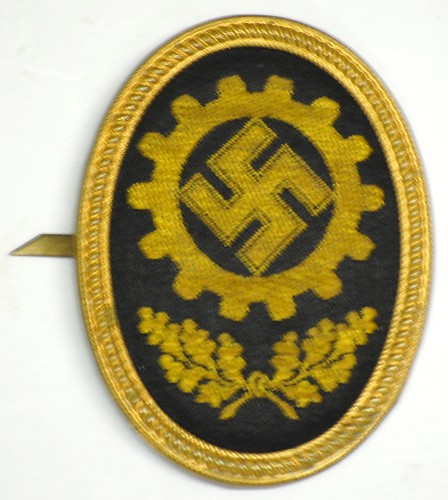
Una Mützenabzeichen (insígnia de barret) del DAF.

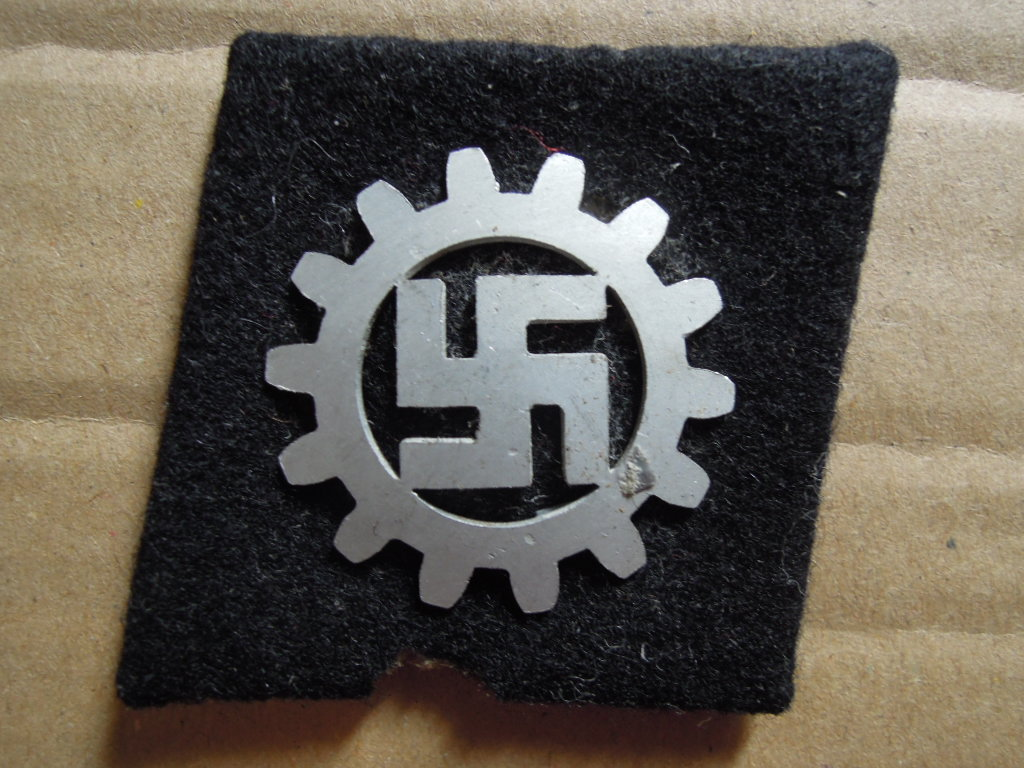
Un Raute (diamant) del DAF.

El Front Alemany del Treball (alemany: Deutsche Arbeitsfront, DAF) fou l'organització sindical nacionalsocialista que reemplaçà els diversos sindicats de la República de Weimar després de l'ascens al poder d'Adolf Hitler.
El seu líder era Robert Ley, el qual va manifestar que el seu objectiu era la "creació d'un veritable socialisme comunitari i productiu" (Smelster, 1988). Teòricament, el DAF existia per actuar com un mitjà a través del qual els treballadors i els propietaris podrien representar mútuament els seus interessos. Els salaris es fixaven pels 12 síndics del DAF. Els treballadors rebien salaris relativament alts i seguretat en la feina, i l'acomiadament es va fer cada vegada més difícil. Es van iniciar els programes de seguretat social i de lleure, es van establir els menjadors, les pauses i temps de treball regulars, i els treballadors alemanys es van mostrar satisfets en general pel que el DAF els va donar en pagament per la seva lleialtat absoluta.
Els contractes de treball creats en el marc de la República de Weimar van ser abolits i renovats sota noves circumstàncies al DAF. Els empresaris podien exigir més dels seus treballadors, mentre que al mateix temps els treballadors guanyaven més seguretat en el treball i una creixent inscripció en els programes de seguretat social per als treballadors. L'organització, per la seva pròpia definició, combatia el capitalisme, el liberalisme, però també la revolució contra els propietaris de la fàbrica i l'Estat nacionalsocialista. No obstant això, el DAF preferia obertament tenir grans empreses nacionalitzades per l'Estat alemany, en lloc d'empreses de propietat privada.
La pertinença al DAF era teòricament voluntària, però a qualsevol treballador en qualsevol àrea del comerç o la indústria alemanya li hauria resultat difícil aconseguir una feina sense ser-ne membre. La pertinença al DAF requeria pagar una quota que oscil·lava entre 15 Pfennig i 3 Reichsmark, i en funció de la seva categoria, un membre es podia incloure en una gran escala de 20 grups de pertinença. Mitjançant les quotes el DAF va aconseguir un augment substancial d'ingressos. De fet, el 1934, els ingressos totals van ser de 300 milions de Reichsmark.
Hi havia dos principals components del DAF i aquests eren:
- Nationalsozialistische Betriebszellenorganisation (NSBO; Organització Nacionalsocialista de Cèl·lules de les Empreses)
- Nationalsozialistische Handels- und Gewerbeorganisation (NSHAGO; Organització Nacionalsocialista del Comerç i la Indústria)

Es van crear diverses altres sub-organitzacions:
- Kraft durch Freude (KdF; Força per l'alegria) – Organització que donava als treballadors vacances barates / gratis, a més d'instal·lacions esportives i d'oci subvencionades.
- Schönheit der Arbeit (SdA; Bellesa del Treball) – Adreçat a fer els llocs de treball més atractius per als treballadors (per exemple, renovacions de fàbriques obsoletes, nous menjadors per als treballadors, sales lliures de fumadors, espais de treball més nets, etc.).
- Reichsarbeitsdienst (RAD; Servei Laboral del Reich) – Solució a la crisi de desocupació que els nazis van heretar. Proporcionava mà d'obra barata proporcionada per a grans projectes estatals grans, com les Autobahnen. Es va fer obligatòri per als homes aturats entre 16 i 25 anys en 1935. Proporcionava seguretat de feina a molts aturats.

El Front també va organitzar la Reichsberufswettkampf, una competició nacional vocacional.